# Fürstentum Jaroslawl
Das Fürstentum Jaroslawl (russisch Ярославское княжество) war ein russisches Fürstentum, das von 1218 bis 1463 existierte. Sein Territorium umfasste Landstriche am Oberlauf der Wolga rund um die Stadt Jaroslawl einschließlich der selbigen sowie zusätzlich einige nordrussische Gebiete am Unterlauf der Scheksna.
Das Fürstentum Jaroslawl bildete sich 1218 durch Aufspaltung des Fürstentums Rostow, die aus der Teilung des Erbes des kurz zuvor verstorbenen Rostower und Wladimirer Fürsten Konstantin Wsewolodowitsch unter seinen Söhnen resultierte. Hierbei erhielt der zweite Sohn Wsewolod das Jaroslawler Land in seinen Besitz und regierte es seitdem als Fürstentum, das dem Wladimirer Großfürstentum untergeordnet war.
Im 13. Jahrhundert war das Fürstentum mehrmals Angriffsziel der Goldenen Horde, so im Jahr 1257, als eine verlorene Schlacht in Jaroslawl die meisten Stadtbewohner einschließlich des Fürsten Konstantin das Leben kostete. Seit 1261 wurde Jaroslawl von einer neuen Fürstendynastie geführt, die vom Smolensker Fürsten Fjodor Rostislawitsch (regierte in Jaroslawl 1261–99) abstammte.
Ab dem ersten Drittel des 15. Jahrhunderts gingen immer mehr Teile des Jaroslawler Fürstentums im Zuge der Feudalkriege an das Großfürstentum Moskau. Unter seinem letzten Herrscher Alexander Fjodorowitsch (1434–63) verlor das Fürstentum endgültig seine politische Selbständigkeit und ging 1463 de facto vollständig im Großfürstentum Moskau auf. Nominell bestand das Jaroslawler Fürstentum allerdings noch bis zum Tod Alexander Fjodorowitschs im Jahre 1471.